# Klaus Raffeiner
Klaus Raffeiner (* 28. November 1977) ist ein italienischer Badmintonspieler aus Südtirol. 

## Karriere
Klaus Raffeiner gewann von 1996 bis 2007 26 nationale italienische Titel und ist damit Italiens Rekordtitelgewinner. International war er in Zypern und Kuba erfolgreich. Er nahm an den Badminton-Weltmeisterschaften 1997, 2001, 2006 und 2007 teil.

## Sportliche Erfolge
| Saison | Veranstaltung                               | Disziplin    | Platz | Name                                |
| ------ | ------------------------------------------- | ------------ | ----- | ----------------------------------- |
| 1994   | Italien: Einzelmeisterschaften der Junioren | Herreneinzel | 1     | Klaus Raffeiner                     |
| 1994   | Italien: Einzelmeisterschaften der Junioren | Herrendoppel | 1     | Klaus Raffeiner / Alexander Theiner |
| 1995   | Cyprus International                        | Herreneinzel | 1     | Klaus Raffeiner                     |
| 1995   | Italien: Einzelmeisterschaften              | Mixed        | 1     | Klaus Raffeiner / Thea Götsch       |
| 1995   | Italien: Einzelmeisterschaften der Junioren | Herreneinzel | 1     | Klaus Raffeiner                     |
| 1995   | Italien: Einzelmeisterschaften der Junioren | Herrendoppel | 1     | Klaus Raffeiner / Alexander Theiner |
| 1996   | Italien: Einzelmeisterschaften              | Herreneinzel | 1     | Klaus Raffeiner                     |
| 1996   | Italien: Einzelmeisterschaften der Junioren | Mixed        | 1     | Klaus Raffeiner / Helga Paregger    |
| 1996   | Italien: Einzelmeisterschaften der Junioren | Herreneinzel | 1     | Klaus Raffeiner                     |
| 1996   | Italien: Einzelmeisterschaften der Junioren | Herrendoppel | 1     | Klaus Raffeiner / Alexander Theiner |
| 1996   | Italien: Einzelmeisterschaften              | Herrendoppel | 1     | Klaus Raffeiner / Alexander Theiner |
| 1997   | Italien: Einzelmeisterschaften              | Herrendoppel | 1     | Klaus Raffeiner / Alexander Theiner |
| 1997   | Italien: Einzelmeisterschaften              | Herreneinzel | 1     | Klaus Raffeiner                     |
| 1998   | Italien: Einzelmeisterschaften              | Herrendoppel | 1     | Klaus Raffeiner / Alexander Theiner |
| 1998   | Italien: Einzelmeisterschaften              | Herreneinzel | 1     | Klaus Raffeiner                     |
| 1999   | Italien: Einzelmeisterschaften              | Herreneinzel | 1     | Klaus Raffeiner                     |
| 1999   | Italien: Einzelmeisterschaften              | Herrendoppel | 1     | Klaus Raffeiner / Alexander Theiner |
| 2000   | Italien: Einzelmeisterschaften              | Mixed        | 1     | Klaus Raffeiner / Petra Schrott     |
| 2000   | Italien: Einzelmeisterschaften              | Herreneinzel | 1     | Klaus Raffeiner                     |
| 2000   | Italien: Einzelmeisterschaften              | Herrendoppel | 1     | Klaus Raffeiner / Alexander Theiner |
| 2001   | Weltmeisterschaft                           | Herrendoppel | 33    | Klaus Raffeiner / Alexander Theiner |
| 2001   | Italien: Einzelmeisterschaften              | Mixed        | 1     | Klaus Raffeiner / Petra Schrott     |
| 2001   | Italien: Einzelmeisterschaften              | Herreneinzel | 1     | Klaus Raffeiner                     |
| 2001   | Italien: Einzelmeisterschaften              | Herrendoppel | 1     | Klaus Raffeiner / Alexander Theiner |
| 2002   | Italien: Einzelmeisterschaften              | Mixed        | 1     | Klaus Raffeiner / Petra Schrott     |
| 2002   | Italien: Einzelmeisterschaften              | Herreneinzel | 1     | Klaus Raffeiner                     |
| 2003   | Italien: Einzelmeisterschaften              | Mixed        | 1     | Klaus Raffeiner / Petra Schrott     |
| 2003   | Italien: Einzelmeisterschaften              | Herreneinzel | 1     | Klaus Raffeiner                     |
| 2004   | Italien: Einzelmeisterschaften              | Herrendoppel | 1     | Klaus Raffeiner / Alexander Theiner |
| 2004   | Italien: Einzelmeisterschaften              | Herreneinzel | 1     | Klaus Raffeiner                     |
| 2004   | Italien: Einzelmeisterschaften              | Mixed        | 1     | Klaus Raffeiner / Petra Schrott     |
| 2005   | Italien: Einzelmeisterschaften              | Herrendoppel | 1     | Klaus Raffeiner / Alexander Theiner |
| 2005   | Italien: Einzelmeisterschaften              | Herreneinzel | 1     | Klaus Raffeiner                     |
| 2006   | Mauritius International                     | Herreneinzel | 2     | Klaus Raffeiner                     |
| 2007   | Giraldilla International                    | Mixed        | 1     | Klaus Raffeiner / Agnese Allegrini  |